# Bob-Europameisterschaft 1979
Die Bob-Europameisterschaft 1979 wurde am 27. und 28. Januar im Zweierbob und am 3. und 4. Februar 1979 im Viererbob erstmals auf der 1977 neugebauten Bobbahn Winterberg Hochsauerland,  der viertältesten Kunsteisbahn, im nordrhein-westfälischen Winterberg  ausgetragen. Da auch die Bob-Weltmeisterschaft auf Kunsteis, nämlich auf der Kunsteisbahn Königssee, stattfinden würde, war die Europameisterschaft eine gute Generalprobe für die Welttitelkämpfe. Durch diese Konstellation, die mit der Vergabe von EM und WM in ein Land übrigens ein Novum darstellte, war garantiert, dass die europäischen Spitzenteams und damit auch die Schweizer Bobs an den Start gehen würden.

## Zweierbob Männer
Der Vizeeuropameister vom Vorjahr, Bernhard Germeshausen, zeigte in Winterberg in beeindruckender Weise, dass seine Hausbahn in Oberhof ebenfalls eine Kunsteisbahn war. In jedem Lauf fuhr er Bestzeit und baute so seinen Vorsprung von Lauf zu Lauf kontinuierlich aus. Einen DDR-Doppelerfolg konnte der beste Schweizer Konkurrent Erich Schärer, der anstelle seines verletzten Stammanschiebers Sepp Benz mit Ueli Bächli fuhr, verhindern. Er lieferte sich mit Doppelolympiasieger Meinhard Nehmer einen packenden Zweikampf um Silber, bei dem beide im ersten Lauf sogar zeitgleich waren. Im zweiten Lauf konnte Schärer allerdings einen entscheidenden Vorsprung von über vier Zehnteln herausfahren, der zwar zwischenzeitlich etwas abschmolz, aber am Ende fast genau Bestand hatte. Der Rest der Konkurrenz, unter anderem Vorjahrestitelträger Horst Schönau, folgte im respektvollen Abstand.
| Platz | Bob                                                            | Lauf 1 | Lauf 2 | 1. Tag  | Lauf 3 | Lauf 4 | Gesamtzeit Rückstand |
| ----- | -------------------------------------------------------------- | ------ | ------ | ------- | ------ | ------ | -------------------- |
| 1     | DDR Bernhard Germeshausen Hans-Jürgen Gerhardt                 | 57,32  | 57,57  | 1:54,89 | 57,57  | 57,70  | 3:50.16              |
| 2     | Schweiz Erich Schärer Ulrich Bächli                            | 57,71  | 57,77  | 1:55,78 | 57,90  | 57,58  | 3:51.36 +1.20        |
| 3     | DDR Meinhard Nehmer Bogdan Musiol                              | 57,71  | 58,18  | 1:55,89 | 57,78  | 58,13  | 3:51.80 +1.64        |
| 4     | BR Deutschland Stefan Gaisreiter Manfred Schumann Heinz Busche | –      | –      | –       | –      | –      | 3:52.83 +2.67        |
| 5     | Österreich Fritz Sperling Franz Köfel                          | –      | –      | –       | –      | –      | 3:53.01 +2.85        |
| 6     | Schweiz Peter Schärer Max Rüegg                                | 58,18  | 58,28  | 1:56,46 | 58,41  | 58,61  | 3:53.40 +3.24        |
| 7     | DDR Horst Schönau Andreas Kirchner                             | –      | –      | –       | –      | –      | 3:53.50 +3.34        |
| 8     | Schweiz Hans Hiltebrand Orlando Ponato                         | 58,15  | 58,63  | 1:56,78 | 58,45  | 58,68  | 3:53.91 +3.75        |
| 9     | Schweden Carl-Erik Eriksson Kenth Rönn                         | –      | –      | –       | –      | –      | 3:54.18 +4.02        |
| 10    | BR Deutschland Josef Hoffmann Udo Gelhausen                    | –      | –      | –       | –      | –      | 3:54.32 +4.16        |

## Vierer-Bob Männer
Auch in der Konkurrenz bei den großen Schlitten siegte ein DDR-Bob, diesmal war es Doppelolympiasieger Meinhard Nehmer, der Erich Schärer wie auch schon im kleinen Schlitten nur den Gewinn der Silbermedaille ermöglichte. Dabei sah es nach dem ersten Lauf für den Schweizer noch gut  aus, mit neuem Bahnrekord lag er 16 Hundertstel vor Nehmer. Aber schon im zweiten Lauf schlug sich Schärer selbst, denn Nehmer fuhr etwas langsamer als im ersten Lauf. Durch eine ungenaue Parabel in einer Kurve verlor Schärer wertvolle Zeit und lag nun 16 Hundertstel hinter Nehmer. Als dieser im dritten Lauf den gerade eben aufgestellten Bahnrekord von Schärer um drei Zehntel verbesserte, war eine Vorentscheidung gefallen. Im letzten Lauf verlor Schärer erneut Zeit auf Nehmer, so dass er letztlich mit 73 Hundertstel Silber gewann. Für Nehmer war es der erste EM-Titel überhaupt. Tragisch war der Rennausgang in Bezug auf Stefan Gaisreiter zu nennen. Gerade einmal eine Hundertstel trennte ihn von der Bronzemedaille, die der Bob von Horst Schönau gewann. Titelverteidiger Fritz Sperling wurde nur Achter. Der dritte DDR-Bob mit Pilot Bernhard Lehmann verpasste eine bessere Platzierung, weil Anschieber Matthias Trübner im dritten Lauf am Start ausrutschte und der Bob durch das verzögerte Einsteigen wertvolle Zeit verlor.
| Platz | Bob                                                                                | Lauf 1 | Lauf 2 | 1. Tag  | Lauf 3 | Lauf 4 | Gesamtzeit Rückstand |
| ----- | ---------------------------------------------------------------------------------- | ------ | ------ | ------- | ------ | ------ | -------------------- |
| 1     | DDR 1 Meinhard Nehmer Jochen Babock Bernhard Germeshausen Hans-Jürgen Gerhardt     | 55,72  | 55,76  | 1:51,48 | 55,26  | 55,72  | 3:42.46              |
| 2     | Schweiz 1 Erich Schärer Ulrich Bächli Tony Rüegg Hans-Jörg Trachsel                | 55,56  | 56,08  | 1:51,64 | 55,61  | 55,94  | 3:43.19 +0.73        |
| 3     | DDR 2 Horst Schönau Horst Bernhardt Bogdan Musiol Andreas Kirchner                 | 56,04  | 56,04  | 1:52,08 | 55,69  | 56,01  | 3:43.78 +1.32        |
| 4     | BR Deutschland 1 Stefan Gaisreiter Hans Wagner Heinz Busche Manfred Schumann       | 56,08  | 56,16  | 1:52,24 | 55,66  | 55,89  | 3:43.79 +1.33        |
| 5     | Schweiz 2 Peter Schärer Max Rüegg Kurt Eigenmann Armin Baumgartner                 | 55,90  | 56,27  | 1:52,17 | 57,40  | 56,03  | 3:44.03 +1.57        |
| 6     | BR Deutschland 3 Georg Großmann Hans Metzler Hans-Jürgen Hartmann Alex Wernsdorfer | –      | –      | –       | –      | –      | 3:44.22 +1.76        |
| 7     | Schweiz 3 Hans Hiltebrand Heinz Meier Ulrich Schindler Alain Piaget                | –      | –      | –       | –      | –      | 3:44.32 +1.86        |
| 8     | Österreich 1 Fritz Sperling ?                                                      | –      | –      | –       | –      | –      | 3:44.73 +2.27        |
| 9     | DDR 3 Bernhard Lehmann Detlef Richter Matthias Trübner Eberhard Weise              | –      | –      | –       | –      | –      | 3:45.10 +2.64        |
| 10    | Österreich 3 Gerd Krenn ?                                                          | –      | –      | –       | –      | –      | 3:45.19 +2.73        |
| 11    | Österreich 2 Walter Delle Karth ?                                                  | –      | –      | –       | –      | –      | 3:45.28 +2.92        |
| 12    | BR Deutschland 2 Jakob Resch ?                                                     | –      | –      | –       | –      | –      | 3:45.50 +3.14        |

–  … keine Laufzeiten vorhanden

## Medaillenspiegel
| Platz | Nation                          | Gold | Silber | Bronze |
| ----- | ------------------------------- | ---- | ------ | ------ |
| 1     | Deutsche Demokratische Republik | 2    | –      | 2      |
| 2     | Schweiz                         | –    | 2      | –      |